# Jindřich Ambrož
Jindřich Leopold Ambrož (1. července 1878, Humpolec – 15. května 1955, Jilemnice) byl úředník, ochránce přírody, propagátor Krkonoš a spoluzakladatel krkonošské Horské služby.

## Životopis
Narodil se 1. července 1878 v Humpolci v domě č. p. 274 do rodiny soukenického mistra Mořice Ambrože a Marie Ambrožové, rozené Malátové. Vystudoval C. k. odbornou školu tkalcovskou v Humpolci. Po absolvování vojenské služby v Čáslavi a Kutné hoře nastoupil jako adjunkt humpoleckého městského úřadu.
Jeho zájem o Krkonoše probudil 1907 údajně fejeton Zahrada Hesperidek od F. Jezdinského v Národních listech. Přestěhoval se tedy do Jilemnice, kde přijal místo tajemníka městského úřadu. Bydlel v domě č. p. 132. V Jilemnici se zapojil do spolkového života. Vstoupil do odboru KČT, Českého krkonošského spolku SKI, Sokola, Okrašlovacího spolku a řady dalších. Zde se seznámil se svým přítelem a inspirací Janem Bucharem, v jehož díle po Bucharově smrti pokračoval. Oba byli také členy Československé národní demokracie. Byl jednatelem turistické krkonošské župy KČST, která se ve dvacátých letech starala o úpravu cest, noclehárny a ubytování. Psal mnoho článků, cestoval po Krkonoších a velmi se zajímal o ochranu přírody.

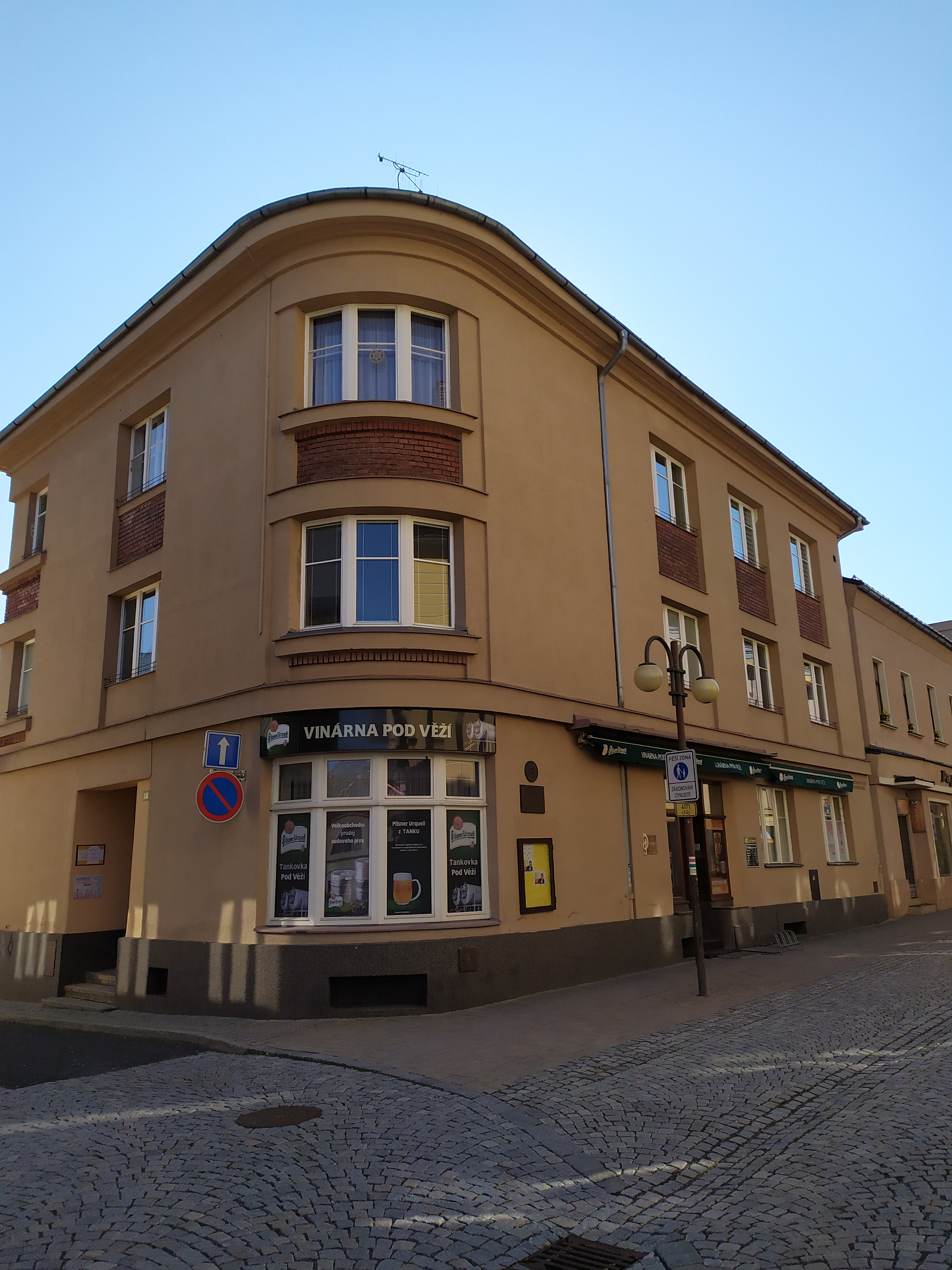
Bydliště Jindřicha Ambrože - dnes Vinárna pod Věží

V roce 1922 na návrh Jindřicha Ambrože ministerstvo vnitra v Praze výnosem ze dne 23. 6. 1923 obec přejmenovalo obec Vřetenský mlýn na Špindlerův mlýn. Napravil tak chybu úředníků z roku 1842, kdy kvůli neznalosti přeložili Špindlerův mlýn (Spindelmühle) jako Vřetenský mlýn.
Roku 1930 se s geografem Matějem Semíkem zasadil o vytvoření a vydání mapy Krkonoš v měřítku 1:50 000 a o vyhotovení plánů Špindlerova Mlýna, Harrachova, Janských Lázní a Benecka. V roce 1931 zkoumal s odborníky radioaktivitu krkonošských vod, díky čemuž je po něm pojmenován pramen na Benecku. Po tragickém úmrtí Bohumila Hanče a Václava Vrbaty se zasazoval o zřízení Horské služby, což se mu nakonec podařilo v roce 1935. V letech 1933–1938 působil jako člen ředitelské rady železniční v Hradci Králové. Roku 1936 se stal konzervátorem Památkové péče a ochrany přírody. V této funkci vytvořil rozsáhlý soupis památných a cenných stromů na Jilemnicku.
Během druhé světové války (v roce 1941) sepsal svou, pro Jilemnici významnou, publikaci Jilemnice : Výňatky z dějin, rozvoj a zvláštnosti města.
Po kůrovcové kalamitě 1945 pomáhal organizovat brigády k záchraně krkonošských lesů. V roce 1945 navrhoval přemístění Krkonošského muzea do jilemnického zámku. S Krkonošským muzeem spolupracoval již déle, zajistil třeba muzejní vlastivědné sbírky. Jeho činnost přispěla 1952 k vyhlášení prvních rezervací, předcházejících zřízení Krkonošského národního parku.

Jeho návrhy však nebyly vždy přijaty s radostí. V dopise z 10. října 1951 si stěžuje:
„Jsem úplně vyčerpaný a unaven letošní houževnatou a velkou prací konzervátorskou i mnohými nezdary z nepochopení...“
Jindřich Ambrož zemřel 15. května 1955 v Jilemnici a je pohřben v urnovém háji na Jilemnickém hřbitově.

## Dílo
- Výlety na Krkonoše, 1923
- Průvodce po Krkonoších, 1924
- Špindlerův mlýn a okolí, 1924
- Krkonoše, 1935
- Jilemnice. Výňatky z dějin, rozvoj a zvláštnosti města, 1941.

## Památka
- Po Jindřichu Ambrožovi je pojmenována vyhlídka nad Pančavskou loukou v Krkonoších - tzv. „Ambrožova vyhlídka“.
- Ambrožův smrk na Benecku
- Ambrožův pramen na Benecku
- Ambrožova ulice v Jilemnici
- Na fasádě domu č. p. 132 se nachází pamětní deska připomínající život Jindřicha Ambrože.